# Сочинско-краснодарское дело
Сочинско-краснодарское дело («Медуновское дело») — собирательное название для серии уголовных дел начала 1980-х гг. о коррупции и злоупотреблениях на черноморском побережье Краснодарского края.
Инициатором расследования криминальной ситуации, сложившейся в Краснодарском крае при первом секретаре Сергее Медунове, выступил председатель КГБ Юрий Андропов. При расследовании Следственной частью Прокуратуры СССР дела по Министерству рыбного хозяйства СССР («Рыбное дело»), где проходили многие чиновники, занимавшие высокие должности, следователи вышли на курортный город Сочи.
Там их заинтересовал директор первого тогда в стране магазина сети «Океан» Арсен Пруидзе, который был арестован за передачу взятки заместителю министра В. И. Рытову. Затем последовали аресты и других сочинских чиновников: заместителей директора магазина «Океан», директора базы Мясорыбторга, начальника гаража совминовского санатория и ещё нескольких человек. В показаниях появилась фамилия председателя Сочинского горисполкома В. А. Воронкова. Так возникло непосредственно уже «Сочинско-краснодарское дело». Оно состояло из ряда отдельных дел, которые следователи направляли в суд по мере их окончания, объединённых лишь своей принадлежностью к этому краю.
Вскоре после того, как председатель Сочинского горкома Воронков попал во внимание следствия, он был арестован и препровождён в Лефортовскую тюрьму. Вспоминая это дело, старший следователь по особо важным делам при Генеральном прокуроре СССР Владимир Иванович Калиниченко рассказывал:

В Сочи началась паника. В ход пошли широко известные приёмы коррумпированных группировок. Они пытались доказать, что показания обвиняемых о взяточничестве серьёзного внимания не заслуживают, что дают их люди, «длительное время содержавшиеся под стражей и находящиеся в условиях изоляции». Именно эту фразу будет позже обыгрывать С. Ф. Медунов в публичных выступлениях, на страницах печати, в докладных записках в ЦК КПСС.

Изыскивались любые способы для компрометации следствия, благо для этого появилась реальная возможность, так как у одного из свидетелей по делу — председателя Хостинского райисполкома, не выдержали нервы, и он после допроса покончил жизнь самоубийством — раздались громкие крики о том, что человека довели до самоубийства следователи. Началась служебная проверка, никаких нарушений, а тем более злоупотреблений со стороны работников органов прокуратуры и внутренних дел она не обнаружила. Но руководители края делали всё возможное, чтобы «закрыть» краснодарские дела. От руководителей Прокуратуры Союза Медунов требовал не только отстранения от должности следователей Г. А. Эфенбаха, М. Я. Розенталя, А. В. Чижука, но и их ареста с привлечением к уголовной ответственности. Также пытались влиять на заместителя Генерального прокурора СССР Найдёнова, руководившего ходом следствия, однако всё было безуспешно.
В ходе расследования этого дела более 5000 чиновников были уволены со своих постов и исключены из рядов КПСС, примерно 1500 человек осуждены и получили немалые сроки. В Геленджике вскоре после допроса бесследно пропал первый секретарь Геленджикского горкома КПСС Николай Погодин. Руководитель главка общепита в том же городе, Берта Бородкина, была приговорена к смертной казни (единственная в послесталинское время женщина, казнённая в СССР за экономические преступления). За многочисленные факты коррупции получил строгий выговор и был снят с работы 1-й секретарь Краснодарского крайкома КПСС С. Медунов (в 1982 году он стал заместителем министра плодоовощного хозяйства СССР).